# Kancelaria Rzeszy

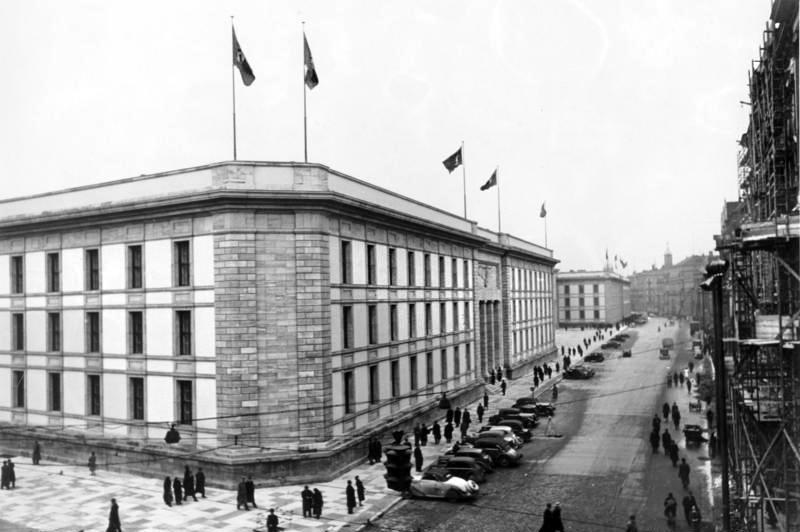
Nowa Kancelaria Rzeszy

Kancelaria Rzeszy (niem. Reichskanzlei) – historyczna nazwa urzędu pomocniczego zapewniającego obsługę niemieckich kanclerzy, kolejno: Cesarstwa Niemieckiego, Republiki Weimarskiej i III Rzeszy.
Od roku 1875 do 1938 ulokowana w tzw. Pałacu Radziwiłłowskim, w Berlinie, przy Wilhelmstraße 77, a od 1939 w nowo wybudowanym według projektu Alberta Speera budynku przy Voßstraße 6.
Dla odróżnienia obiekty zaczęto nazywać odpowiednio – Starą Kancelarią Rzeszy i Nową Kancelarią Rzeszy.
W czasie bitwy o Berlin, w ataku na budynek Kancelarii Rzeszy uczestniczyli żołnierze z 248 Dywizji Piechoty i 301 Dywizji Piechoty z 5 Armii Uderzeniowej Armii Czerwonej. Po zakończeniu walk, czerwoną flagę na gmachu zatknęła mjr Anna Nikulina, pełniąca funkcję oficera politycznego 9 Korpusu Armijnego.
Po upadku III Rzeszy oba budynki utraciły swoje znaczenie i do roku 1949 zostały całkowicie rozebrane.